# تک‌تیرانداز آمریکایی
«تک‌تیرانداز آمریکایی» (انگلیسی: American Sniper) کتابی بر مبنای خاطرات زندگی کریس کایل است که توسط انتشارات هارپرکالینز منتشر شد. نگارش کتاب توسط اسکات مک ایون انجام شده‌است. کایل موفق‌ترین تک تیرانداز آمریکایی می‌باشد. وی با ۲۵۵ نفر کشته که ۱۶۰ مورد آن توسط وزارت دفاع ایالات متحده تأیید شده‌است مرگبارترین تک تیرانداز تاریخ نیروهای مسلح ایالات متحده محسوب می‌شود.